# Turizem

Turízem je pojem, pod katerim običajno razumemo potovanje zaradi razvedrila, oddiha ter njegove spremljajoče dejavnosti. Turizem je splet pojavov in odnosov, povezanih z aktivnostjo oseb, ki potujejo in bivajo v krajih zunaj svojega stalnega bivališča, neprekinjeno do največ enega leta, zaradi preživljanja prostega časa, zabave in poslovnih zadev.
Turizem se razvija tam, kjer je dobro razvita gospodarska dejavnost na nivoju gospodarstva in industrializacijskega razvoja po nastanku prvih cest, trgovin, odličnih razmer za preživetje... Obstaja več načinov potovanja. Prvi je individualni, drugi je preko turističnega centra oz. agencije ali službe potovanja s turizmom. 
V skladu z definicijo Svetovne turistične organizacije je turist vsaka oseba, ki potuje vsaj 50 milj (približno 80 km) od kraja stalnega prebivališča.

## Največ prihodov tujih turistov po svetu
Največ prihodov tujih turistov po državah v letu 2016, v katerem je Slovenija zasedla 66. mesto med 193 neodvisnimi državami sveta. Prehitela je recimo Izrael, Jamajko, Finsko in pa tudi 200 milijonsko Nigerijo.
| Uvr. | Država                   | Prihodi v milijonih |
| ---- | ------------------------ | ------------------- |
| 1    | Francija                 | 82,57               |
| 2    | Združene države Amerike  | 75,61               |
| 3    | Španija                  | 75,32               |
| 4    | Kitajska                 | 59,27               |
| 5    | Italija                  | 52,37               |
| 6    | Združeno kraljestvo      | 35,81               |
| 7    | Nemčija                  | 35,56               |
| 8    | Mehika                   | 35,08               |
| 9    | Tajska                   | 32,53               |
| 10   | Turčija                  | 30,29               |
| 11   | Avstrija                 | 28,12               |
| 12   | Malezija                 | 26,76               |
| —    | Hongkong (Kitajska)      | 26,53               |
| 13   | Grčija                   | 24,80               |
| 14   | Rusija                   | 24,58               |
| 15   | Japonska                 | 24,04               |
| 16   | Kanada                   | 19,83               |
| 17   | Združeni arabski emirati | 19,30               |
| 18   | Saudova Arabija          | 18,05               |
| 19   | Poljska                  | 17,48               |
| 20   | Južna Koreja             | 17,24               |
| 21   | Nizozemska               | 15,83               |
| —    | Makav (Kitajska)         | 15,70               |
| 22   | Indija                   | 14,57               |
| 23   | Hrvaška                  | 13,80               |
| 24   | Ukrajina                 | 13,33               |

| Uvr. | Država         | Prihodi v milijonih |
| ---- | -------------- | ------------------- |
| 25   | Singapur       | 12,92               |
| 26   | Indonezija     | 11,52               |
| 27   | Portugalska    | 11,22               |
| 28   | Danska         | 10,78               |
| 29   | Maroko         | 10,33               |
| 30   | Romunija       | 10,22               |
|      |                |                     |
| 31   | Bahrajn        | 10,16               |
| 36   | Češka          | 9,32                |
| 37   | Švica          | 9,20                |
| 38   | Avstralija     | 8,26                |
| 40   | Belgija        | 7,48                |
| 41   | Švedska        | 6,78                |
| 42   | Brazilija      | 6,58                |
| 46   | Norveška       | 5,96                |
| 50   | Argentina      | 5,56                |
| 51   | Madžarska      | 5,30                |
| 52   | Egipt          | 5,26                |
| 60   | Nova Zelandija | 3,37                |
| 66   | Slovenija      | 3,03                |
| 67   | Katar          | 2.94                |
| 71   | Izrael         | 2,90                |
| 73   | Finska         | 2,79                |
| 76   | Jamajka        | 2,18                |
| 85   | Nigerija       | 1,89                |
| 101  | Srbija         | 1,28                |